# Tercjusz
Tercjusz – imię męskie pochodzenia łacińskiego, od liczebnika oznaczającego "trzeci" (por. Oktawiusz). Patronem tego imienia jest św. Tercjusz, wspominany razem ze śwśw. Dionizją, Datywą, Leoncją, Emilianem, Bonifacym, Majorykiem i Serwusem (V wiek).
Tercjusz imieniny obchodzi 6 grudnia.